# دراسات المناطق
دراسات المناطق عبارة عن مجالات متداخلة الحقول للأبحاث والمعارف التي تتعلق بالمناطق الجغرافية أو قومية/الفيدرالية أو الثقافية. ويوجد هذا المصطلح بشكل رئيسي كوصف عام حول ماهية العديد من الحقول متغايرة الخواص، فيما يتعلق بممارسة المعارف، وبما يشتمل على العلوم الاجتماعية والإنسانيات. وتشتمل برامج دراسات المناطق النموذجية على التاريخ والعلوم السياسية وعلم الاجتماع والدراسات الثقافية واللغات والجغرافيا والآداب، بالإضافة إلى الأنظمة ذات الصلة. وفي مقابل الدراسات الثقافية، غالبًا ما تشتمل دراسات المناطق على الشتات والنزوح من المنطقة.

## معلومات تاريخية
تزايدت دراسات المناطق متداخلة الحقول في الولايات المتحدة وفي المعارف الغربية بعد الحرب العالمية الثانية. وقبل الحرب، كانت الجامعات الأمريكية تحتوي على عدد قليل من الكليات التي تقوم بتعليم أو تنفيذ الأبحاث في العالم غير الغربي. ولم توجد دراسات المناطق الأجنبية بشكل عملي. وبعد الحرب، اهتم الليبراليون والمتحفظون على حد سواء بقدرة الولايات المتحدة على الاستجابة بشكل فعال للتهديدات الخارجية المتصورة من الاتحاد السوفيتي والصين والحرب الباردة التي ظهرت على الساحة، بالإضافة إلى انتشار إنهاء الاستعمار في أفريقيا وآسيا.
وفي هذا السياق، عقدت مؤسسة فورد ومؤسسة روكفيلر ومؤسسة كارنغي في نيويورك مجموعة من الاجتماعات، مما أدى إلى إيجاد إجماع واسع النطاق للتعامل مع هذا العيب المعرفي، من خلال ضرورة قيام الولايات المتحدة بالاستثمار في الدراسات الدولية. وبالتالي، فإن أسس هذا المجال متأصلة للغاية في أمريكا. وقد قال المشاركون إن الثقة الفكرية الكبيرة للعلماء والاقتصاديين السياسيين المتجهين إلى الصعيد الدولي كانت أولوية قومية هامة. وقد حدث توتر مركزي، مع ذلك، بين أولئك الذين شعروا بقوة أن علماء الاجتماع يجب أن يقوموا، بدلاً من تطبيق نماذج غربية، بتطوير معارف مرتبطة بسياقات ثقافية وتاريخية لأجزاء متعددة في العالم من خلال العمل عن كثب مع علماء علم الإنسانيات، وأولئك الذين اعتقدوا أن علماء الاجتماع يجب أن يحاولوا تطوير النظريات التاريخية الكبيرة الشاملة التي يمكن أن تخلق العلاقات بين أنماط التغيير والتطوير عبر النطاقات الجغرافية المختلفة. وقد أصبح الأوائل مدافعين عن دراسات المناطق، في حين أن التالين أصبحوا من مؤيدي نظرية التحديث.
وقد تصبح مؤسسة فورد في النهاية المشارك المسيطر في تشكيل برنامج دراسات المنطقة في الولايات المتحدة.
وفي عام 1950، قامت المؤسسة بتأسيس برنامج زمالة المنطقة الأجنبية (FAFP) المرموق، وهو أول منافسة قومية واسعة النطاق تدعم تدريب دراسات المناطق في الولايات المتحدة. ومن عام 1953 وحتى عام 1966، ساهمت هذه المؤسسة بما مقداره 270 مليون دولار أمريكي في 34 جامعة فيما يتعلق بدراسات اللغة والمنطقة. وكذلك، أثناء هذه الفترة، قامت بضخ ملايين الدولارات في اللجان التي تدار بشكل مشترك على يد مجلس الأبحاث العلمية الاجتماعية والمجلس الأمريكي للجمعيات العلمية من أجل ورش عمل تطوير المجالات والمؤتمرات وبرامج النشر. وفي النهاية، يمكن أن تتولى اللجان المشتركة لمجلس الأبحاث العلمية الاجتماعية والمجلس الأمريكي للجمعيات العلمية مسئولية إدارة برنامج زمالة المنطقة الأجنبية.
وقد تلا هذا البرنامج برامج أخرى كبيرة وهامة، من أبرزها قانون تعليم الدفاع القومي لعام 1957، والذي تم تغييره إلى قانون التعليم العالي في عام 1965، والذي قام بتخصيص التمويل لحوالي 125 وحدة دراسات متعلقة بالمناطق وقائمة على الجامعات وتشتهر باسم برامج مركز الموارد القومي في الجامعات الأمريكية، بالإضافة إلى زمالات دراسات اللغة الأجنبية والمناطق لطلاب الدراسات العليا.

## الجدال في المجال
منذ أن بدأت دراسات المناطق، تعرضت للنقد، بما في ذلك المتخصصون في مجال المناطق أنفسهم. وقد زعم العديد منهم أنه نظرًا لأن دراسات المنطقة تتعلق بجداول أعمال الحرب الباردة في وكالة الاستخبارات المركزية، فإن مكتب التحقيقات الفيدرالي وغير ذلك من وكالات الاستخبارات والوكالات العسكرية الأخرى، التي تساهم في مثل هذه البرامج، كانت تعمل على قدم المساواة لتقديم الخدمات كوكيل للدولة. ويقول البعض إنه يوجد مفهوم بأن أولويات الاهتمامات والأبحاث الأمريكية تقوم بتعريف النطاق الفكري لدراسات المناطق. ومع ذلك، فقد أصر آخرون على أنه بمجرد أن يتم تأسيس دراسات المناطق في الحرم الجامعي، فإنها تبدأ في الاحتواء على جدول أعمال فكري أوسع نطاقًا وأكثر عمقًا من ذلك المتوقع من خلال الوكالات الحكومية، وبالتالي فإنها لا تتمحور حول الحكومة الأمريكية.
ويمكن أن نقول إن من أكبر التهديدات التي تواجه مشروع دراسات المناطق يتمثل في زيادة نظرية الاختيار العقلاني في العلوم السياسية والاقتصاد. ولإعادة صياغة واحد من أهم الانتقادات الصريحة لنظرية الاختيار العقلاني، تم طرح سؤال في هذا الخصوص من جانب العالم الياباني شالمارز يونسون: لم يجب أن تتعلم اليابانية أو أي شيء عن تاريخ اليابان وثقافتها إذا كانت أساليب الاختيار العقلاني تشرح السبب وراء قيام السياسيين والحكوميين اليابانيين بالأشياء التي يقومون بها؟
وبعد زوال الاتحاد السوفيتي، انتقلت المؤسسات الخيرية والبيروقراطيات العلمية للتخفيف من دعمهم لدراسات المناطق، مع التركيز بدلاً من ذلك على الموضوعات بين المناطق مثل «التطوير والديمقراطية.» وعندما خضع مجلس أبحاث العلوم الاجتماعية والمجلس الأمريكي للجمعيات العلمية، وهي مؤسسات عملت لفترة طويلة على إيجاد رابطة قومية لتجميع وإدارة الأموال لدراسات المناطق، لأول عملية إعادة هيكلة كبرى لها خلال ثلاثين عامًا حيث تم إغلاق لجان المناطق الخاصة بها، فإن العلماء قد فسروا هذا الأمر على أنه إشارة كبيرة حول تغيير بيئة الأبحاث.

## مجالات دراسات المناطق
يتم تعريف المجالات بشكل مختلف من جامعة إلى جامعة، ومن إدارة إلى إدارة، إلا أن مجالات دراسات المناطق العامة تشتمل على ما يلي:
- الدراسات الإفريقية
  - دراسات إفريقيا الشمالية
    - المصريات
- دراسات أمريكا الشمالية واللاتينية
  - الدراسات الأمريكية (في الولايات المتحدة، يشير ذلك بشكل تقليدي ورئيسي إلى أمريكا الشمالية وخصوصًا الولايات المتحدة.)
    - الدراسات الأمريكية في بريطانيا
    - الدراسات الأمريكية الإفريقية
    - دراسات الأبلاش
    - الدراسات الأسيوية الأمريكية
    - الدراسات الكندية
    - دراسات كويبك
    - دراسات الأمريكيين الأصليين

  - الدراسات الأمريكية اللاتينية
    - دراسات الشيكانو
- الدراسات الأسيوية
  - الدراسات الأسيوية المركزية
  - دراسات الشرق الأوسط (أو دراسات الشرق الأدنى)
    - الآشوريات
    - القوقازية
    - الدراسات الجورجية
    - الدراسات الإيرانية
    - الدراسات الإسلامية
    - الدراسات اليهودية

  - دراسات شرق آسيا
    - علم الحضارة الصينية (الدراسات الصينية)
      - الدراسات التايوانية

    - علم الحضارة اليابانية (الدراسات اليابانية)
      - دراسات الآينو (شعب الآينو)
      - دراسات ريوكيو (شعب ريوكيو)

    - علم الحضارة الكورية (الدراسات الكورية)
    - الدراسات المنغولية
    - الدراسات التبتية
    - دراسات الأويغور

  - دراسات جنوب آسيا
    - الهنديات (الدراسات الهندية)
      - دراسات درافيديون

  - دراسات جنوب شرق آسيا
    - دراسات بورما
    - الدراسات الإندونيسية
      - الياوانية

    - دراسات الخمير
    - دراسات لاو
    - دراسات الفلبين
    - دراسات التاي
    - دراسات فيتنام
- الدراسات الأوروبية
  - دراسات النمسا
  - دراسات البلطيق
  - الدراسات البيزنطية
  - الدراسات الكلاسيكية
  - الدراسات الهولندية
  - الدراسات الألمانية
  - الدراسات الإسبانية
  - الدراسات الرومانسية
  - الدراسات الإسكندنافية
  - الدراسات السلافية
  - الدراسات الروسية
  - دراسات المملكة المتحدة
    - الدراسات الأنجلوسكسونية
    - الدراسات الكلتية (تشتمل على الدراسات الأيرلندية والإسكتلندية والويلزية)
- دراسات الباسيفيك
  - الدراسات الأسترالية
  - الدراسات النيوزيلندية

بسبب الاهتمام المتزايد بدراسة الظواهر عبر المناطق المحلية وعبر المناطق وعبر القوميات وعبر القارات، قامت شبكة أبحاث قائمة يقر مقرها في بوتسدام بصياغة المصطلح «الدراسات عبر المناطق» (POINTS - شبكة بوتسدام الدولية للدراسات عبر المناطق).
ولا تعد مجالات الأبحاث متعددة التخصصات مثل الدراسات النسوية (المعروفة كذلك باسم دراسات النوع) والدراسات الإثنية (بما في ذلك الدراسات الإفريقية الأمريكية والدراسات الأمريكية الأسيوية والدراسات اللاتينية ودراسات الأمريكيين الأصليين) جزءًا من دراسات المناطق، إلا أنه يتم تضمينها في بعض الأحيان في النقاشات معها.

## مؤسسات دراسات المناطق
يتم تخصيص بعض مؤسسات التعليم العالي الكاملة (التعليم العالي) لدراسات المناطق فقط، مثل كلية الدراسات الشرقية والإفريقية، وهي جزء من جامعة لندن، أو جامعة طوكيو للدراسات الأجنبية في اليابان. وتتخصص كلية سانت أنتوني في جامعة أكسفورد في دراسات المناطق، كما أنها تستضيف عددًا من مراكز الأبحاث التي تغطي المناطق المتعددة في العالم.
وتعد جامعة جواهر لال نهرو في نيودلهي هي المؤسسة الوحيدة التي لها مساهمة كبيرة في تعميم دراسات المناطق في المناطق.
وهناك مؤسسة تتعامل بشكل حصري مع دراسات المناطق وهي المعهد الألماني للدراسات العالمية ودراسات المناطق (GIGA) (المعهد الألماني لدراسات المناطق العالمية) في ألمانيا.